# Polyvinyl chloride

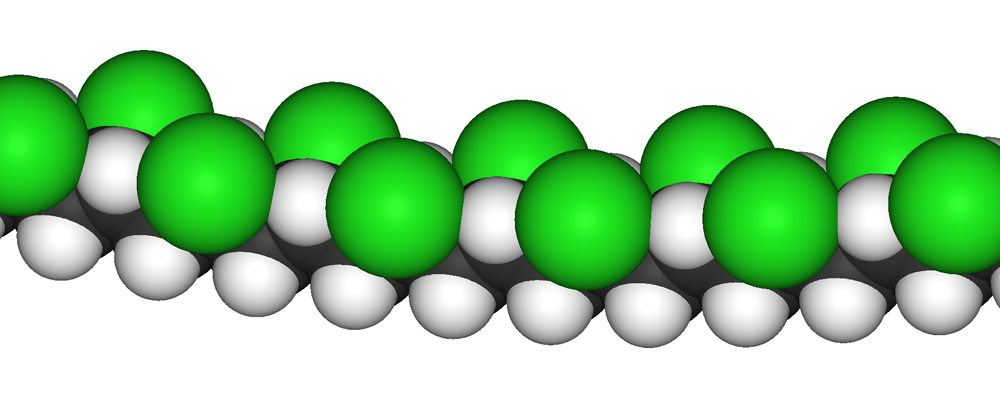
Polyvinyl chloride

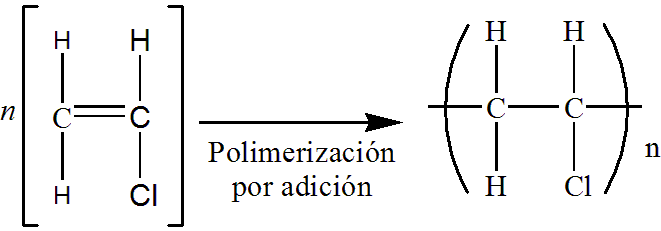
Phản ứng trùng hợp PVC

Polyvinylchloride (poly(vinyl chloride) viết tắt là PVC) là một loại nhựa nhiệt dẻo được tạo thành từ phản ứng trùng hợp vinyl chloride có công thức (̵CH2=CHCl)̵.

## Lịch sử của PVC
Polyvinyl chloride (PVC) là một trong những vật liệu được tổng hợp nhân tạo sớm nhất và có lịch sử dài nhất trong sản xuất công nghiệp. Năm 1835 lần đầu tiên Henri Regnault đã tổng hợp được vinylchloride (VC), nguyên liệu chính để tạo nên PVC. Polyvinyl chloride được quan sát thấy lần đầu tiên vào năm 1872 bởi Baumann khi phơi ống nghiệm chứa vinylchloride dưới ánh sáng mặt trời, sản phẩm tạo ra có dạng bột màu trắng và bản chất hóa học của nó chưa được xác định. Bốn mươi năm sau, năm 1912 là năm PVC được công nhận là do Iwan Ostromislensky (Nga) tìm ra, thực tế cùng năm đó Fritz Klatte (Đức) đã công bố một quy trình sản xuất PVC . Tuy nhiên, polyme mới này vẫn không được ứng dụng và không được chú ý quan tâm nhiều, bởi tính kém ổn định, cứng và rất khó gia công. Năm 1926, khi tiến sĩ Waldo Semon tìm ra phương pháp dẻo hóa PVC, đây mới là một bước đột phá đầu tiên để khắc phục nhược điểm khi gia công cho PVC. Sau đó lần lượt là các nghiên cứu và sáng chế về chất ổn định cho PVC được công bố. Đến năm 1933, nhiều dạng PVC đã được tổng hợp ở Mỹ và Đức nhưng phải đến năm 1937, PVC mới được sản xuất trên quy mô công nghiệp hoàn chỉnh tại Đức và sau đó là ở Mỹ .

## Tính chất vật lý
PVC có dạng bột màu trắng hoặc màu vàng nhạt. PVC tồn tại ở hai dạng là huyền phù (PVC.S–PVC Suspension) và nhũ tương (PVC.E–PVC Emulsion). PVC.S có kích thước hạt lớn từ 20–150 micron. PVC.E nhũ tương có độ mịn cao.
PVC không độc, nó chỉ độc bởi phụ gia, monome VC còn dư, và khi gia công chế tạo sản phẩm do sự tách thoát HCl.
PVC chịu va đập kém. Để tăng cường tính va đập cho PVC thường dùng chủ yếu các chất sau: MBS, ABS, CPE, EVA với tỉ lệ từ 5–15%.
PVC là loại vật liệu cách điện tốt, các vật liệu cách điện từ PVC thường sử dụng thêm các chất hóa dẻo tạo cho PVC này có tính mềm dẻo cao hơn, dai và dễ gia công hơn, chất lượng khi gia công tốt hơn, dễ sử dụng hơn.
Tỉ trọng của PVC vào khoảng từ 1,25 đến 1,46 g/cm³ (nhựa chìm trong nước), cao hơn so với một số loại nhựa khác như PE, PP, EVA (nhựa nổi trong nước)…

## Phân loại PVC

### PVC cứng
PVC cứng là PVC có thành phần chủ yếu là bột PVC, chất ổn định nhiệt, chất bôi trơn, các chất phụ gia, không có hoặc có hàm lượng chất hóa dẻo thấp (< 5%). Hỗn hợp của chúng được trộn trong máy trộn, sau đó được làm nhuyễn trong máy đùn, máy cán, ở nhiệt độ 160–180 ℃.
PVC cứng được dùng làm ống dẫn nước, xăng dầu và khí ở nhiệt độ không quá 60 ℃, các thiết bị thông gió, dùng bọc các kim loại làm việc trong môi trường ăn mòn.
| Tính chất                      | Giá trị, đơn vị đo    |
| ------------------------------ | --------------------- |
| Khối lượng riêng               | 1,45–1,50 g/cm³       |
| Giới hạn bền kéo đứt           | 500–700 kg/cm²        |
| Giới hạn bền uốn               | 800–1200 kg/cm²       |
| Giới hạn bền nén               | 800–1600 kg/cm²       |
| Môđun đàn hồi                  | 4000–10.000 kg/cm²    |
| Độ dãn dài khi đứt             | 10–25%                |
| Hệ số giãn nở dài              | 0,00006–0,00007       |
| Độ dẫn nhiệt                   | 3,8–4.10-4 cal/cm.s.℃ |
| Điện áp đánh thủng             | 15-35 kV/cm           |
| Hằng số điện môi (60 Hz, 30 ℃) | 3,54                  |
| Điện trở suất                  | 1015 Ω.cm             |

## Úng dụng

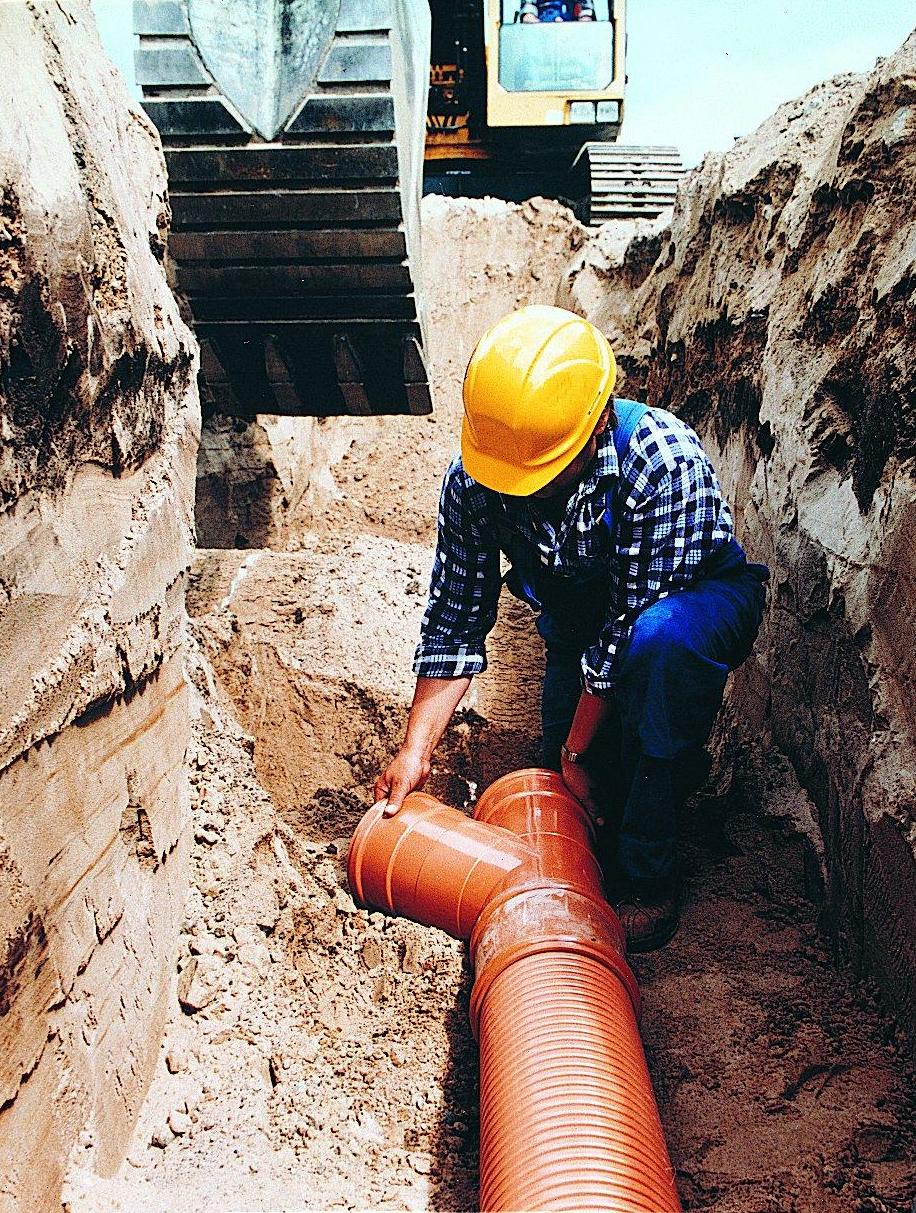
PVC được sử dụng rộng rãi trong đường ống nước thải do chi phí thấp, kháng hóa chất và dễ nối

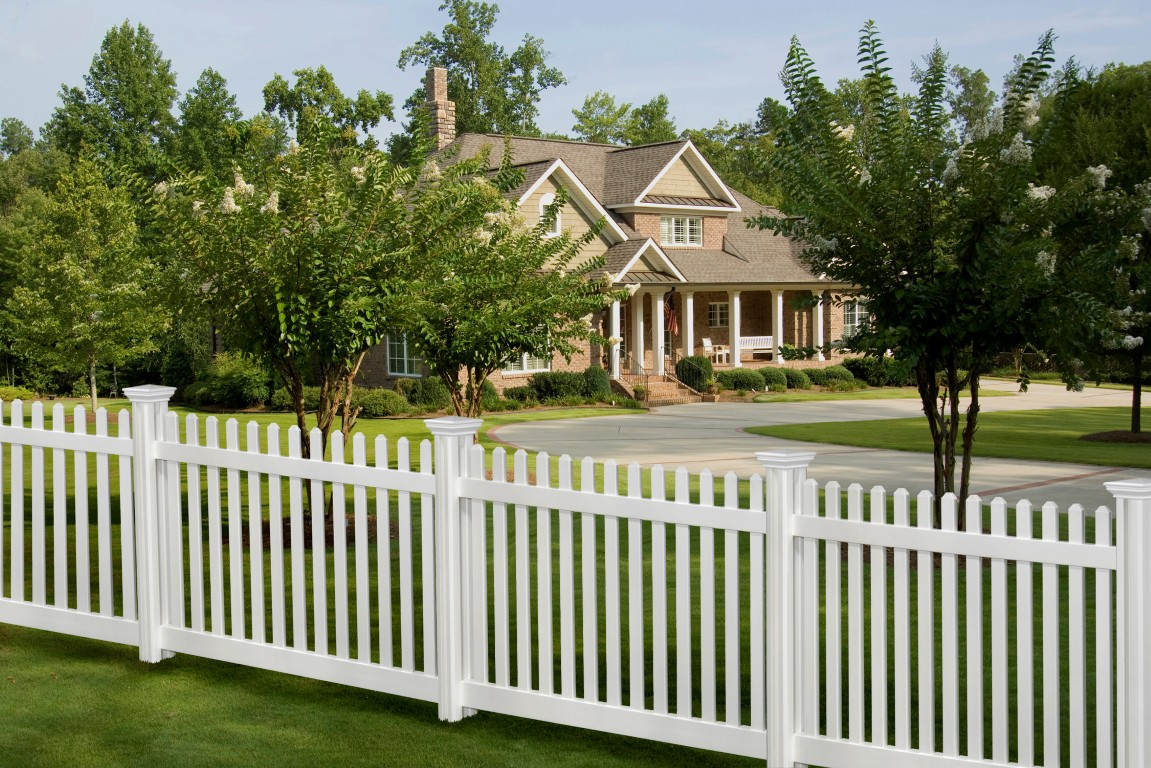
Hàng rào và khung cửa sổ bằng PVC

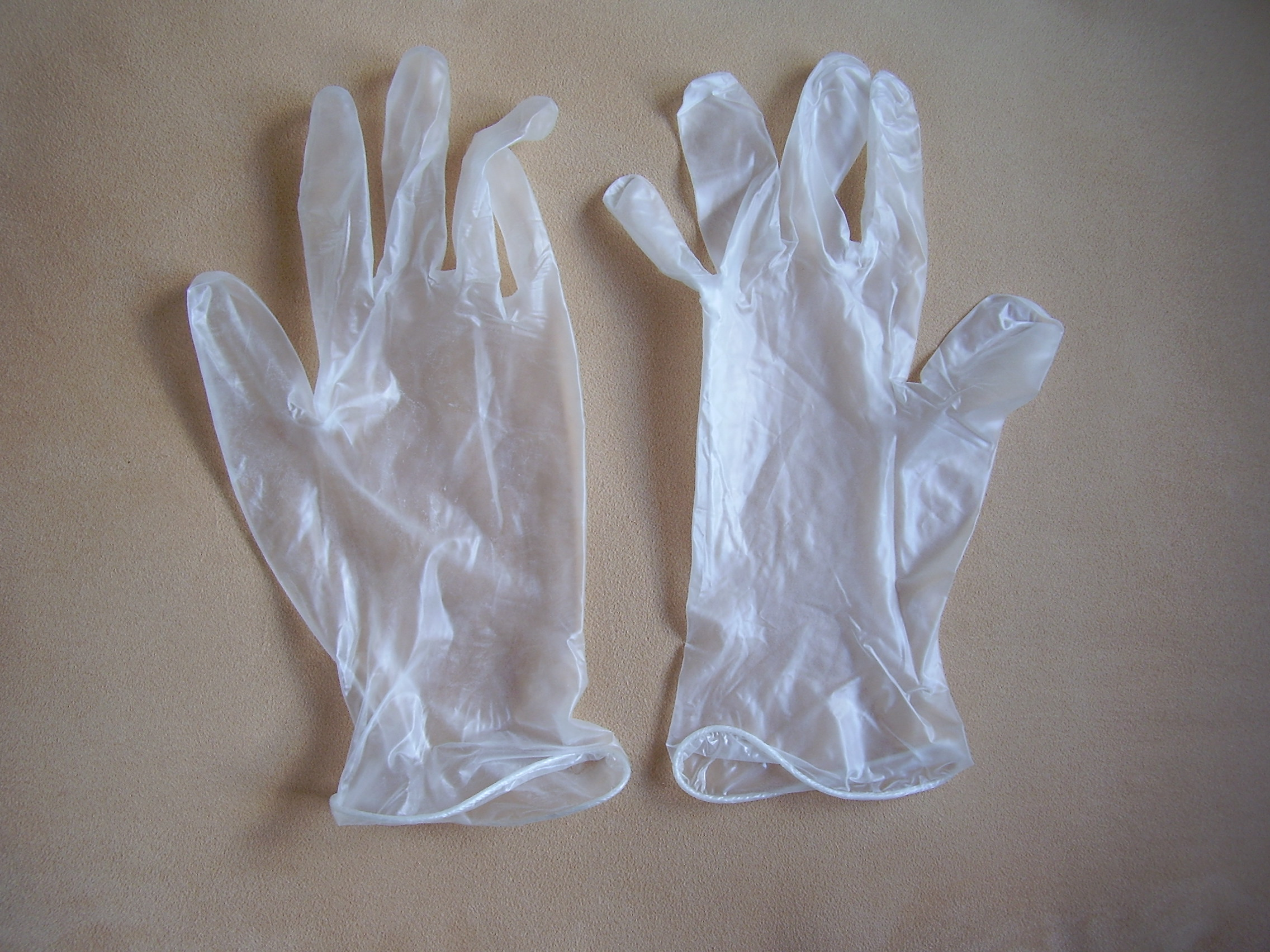
Găng tay PVC dùng một lần

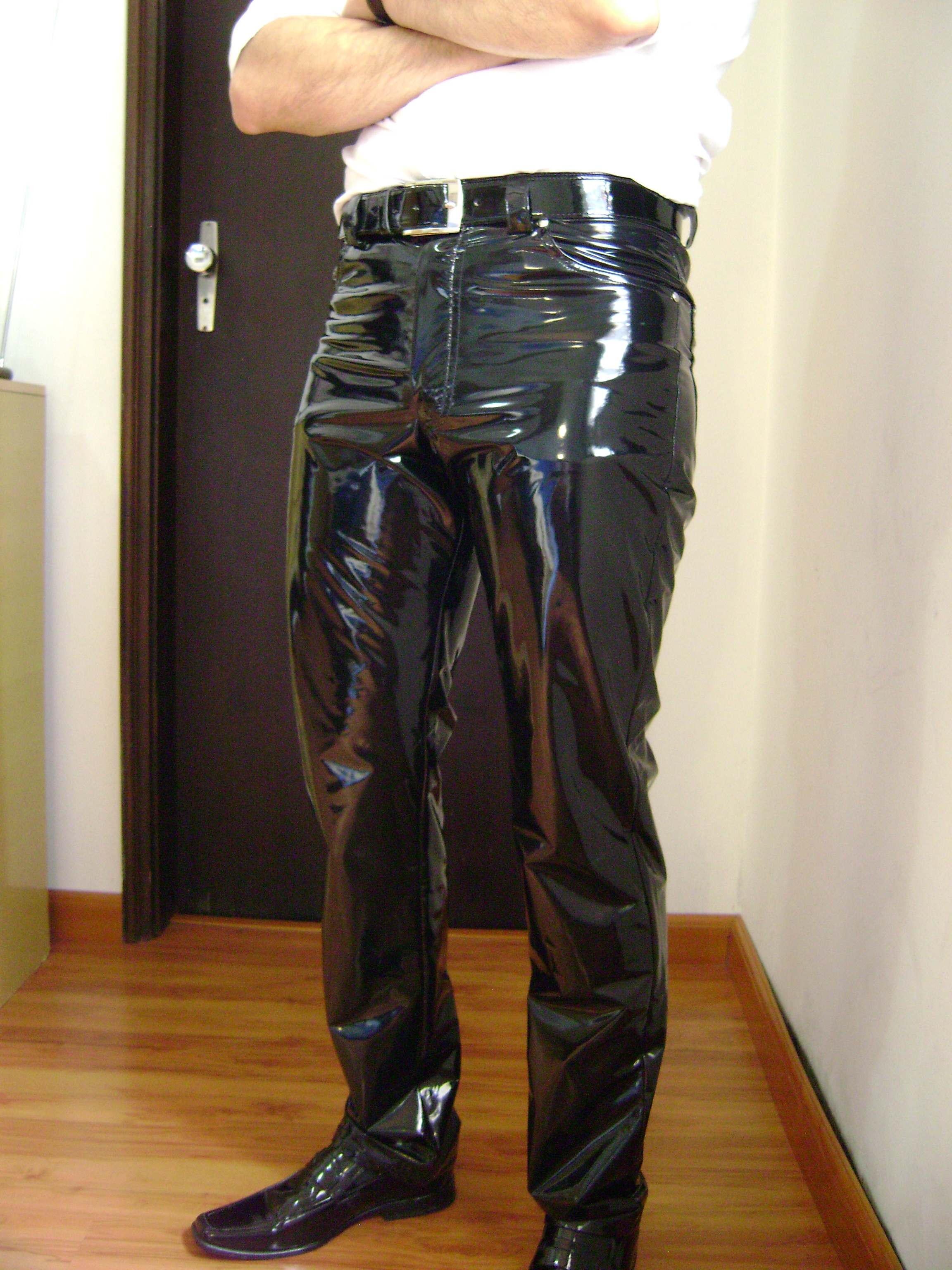
Quần bằng vinyl PVC

### Tạo màng
Màng PVC được tạo ra nhờ quá trình cán trên máy cán hoặc thổi trên máy thổi màng. Màng nhựa PVC gồm màng cứng, bán cứng và mềm. Tùy theo hàm lượng chất hóa dẻo thêm vào thì sẽ cho ra màng PVC cứng, bán cứng và mềm.
Hàm lượng hóa dẻo thêm vào dưới 5 phr (5 phần hóa dẻo/100 phần PVC) sẽ cho ra màng PVC cứng, hàm lượng hóa dẻo thêm vào từ 5 phr đến dưới 15 phr sẽ cho ra màng PVC bán cứng, hàm lượng hóa dẻo thêm vào cao hơn 15 phr sẽ cho ra màng PVC mềm.
Chất hóa dẻo thêm vào nhựa PVC sẽ làm giảm liên kết liên phân tử do phân cực sẽ làm cho nhựa PVC trở nên mềm hơn. Độ mềm dẻo của màng PVC phụ thuộc vào hàm lượng chất hóa dẻo.Chất hóa dẻo thường dùng là DOP, DINP, TXIB, Hexamoll DINCH v.v…
Màng PVC được dùng sản xuất ra rất nhiều loại sản phẩm mà tiêu biểu như áo mưa, mái hiên, màng phủ ruộng muối, nhãn chai nước khoáng, đóng gói sản phẩm, album v.v…

### Ống
Ống nhựa PVC gồm hai loại. Ống nhựa PVC cứng hay còn gọi là ống uPVC và ống nhựa PVC mềm. Ống nhựa PVC cứng không dùng chất hóa dẻo trong công thức phối trộn. Ngược lại ống PVC mềm phải sử dụng chất hóa dẻo trong công thức phối trộn, chất hóa dẻo thường dùng là dầu hóa dẻo DOP.
Ống nhựa PVC được sản xuất trên máy đùn. Máy đùn có thể là máy đùn hai trục vis hoặc máy đùn một trục vis. Thông thường ống nhựa PVC được sản xuất trên máy đùn hai trục vis sẽ cho sản phẩm chất lượng tốt hơn hẳn so với máy đùn một trục vis. Do máy đùn hai trục vis có khả năng làm cho hỗn hợp nhựa PVC nóng chảy tốt hơn nên có thể sử dụng trực tiếp hỗn hợp sau khi trộn trên máy trộn. Ngược lại máy đùn một trục vis phải sử dụng hạt nhựa PVC tạo sẵn hoặc phải sử dụng phụ gia trong công thức phối trộn cho độ nóng chảy tốt.
Thành phần phối trộn của ống uPVC bao gồm bột nhựa PVC với chỉ số K là 65–66, chất ổn định nhiệt, chất bôi trơn nội, chất bôi trơn ngoại, chất trợ gia công, chất độn, bột màu v.v…
Thành phần phối trộn của ống PVC mềm bao gồm bột nhựa PVC (K65–K66), chất ổn định nhiệt, chất bôi trơn, bột màu, chất hóa dẻo v.v…
Ống PVC được sử dụng rất đa dạng trong cuộc sống từ ống dẫn nước từ nhà máy nước đến các trạm phân phối nước, ống cấp từ nhà máy cấp nước đến hộ gia đình, ống nước thải trong các tòa nhà cao tầng, ống dẫn nước tưới ở các trang trại trồng cao su, ca phê, tiêu, điều, ống dẫn nước cấp ở các nhà máy thủy điện v.v…
Dù vậy với đặc tính hóa chất độc hại nên ống PVC dần được thay thế bằng ống nhựa HDPE ít độc hại với độ bền lớn hơn.

### Dây và cáp điện
Nhựa PVC được ứng dụng rộng rãi trong sản xuất dây và cáp điện. Tùy theo loại phụ gia sử dụng mà dây cáp điện được phân loại ra dây cáp sử dụng ở 70 ℃, 90 ℃ và 105 ℃.
Dây điện dân dụng thuộc loại 70 ℃ dùng dẫn điện trong hộ gia đình, dây 90 ℃ và 105 ℃ dùng cho trạm biến thế, trong xe hơi, tàu biển v.v…
Thành phần phối trộn cho dây cáp điện bao gồm nhựa PVC, chất hóa dẻo, chất ổn định nhiệt, chất bôi trơn, chất chống cháy, chất độn. Hỗn hợp sau khi trộn trên máy trộn cao tốc được đưa qua máy đùn tạo. Hạt sau khi tạo ra được cho vào máy bọc để bọc lên dây đồng, dây nhôm v.v… và cho ra dây cáp điện.
Ngoài ra, PVC còn sử dụng để làm các nẹp điện để bảo vệ người và dây điện khi bị va đập

### uPVC profile
uPVC profile là thanh nhựa cứng được sản xuất trên máy đùn hai trục vis. Thành phần phối trộn bao gồm nhựa PVC (K65–K66), chất ổn định nhiệt, chất bôi trơn, chất trợ gia công, chất tăng độ bền va đập, chất độn, bột màu, chất chống tia UV.
1. Chất ổn định nhiệt làm cho nhựa PVC không bị cháy trong quá trình gia công.
2. Chất bôi trơn làm giảm ma sát giữa bền mặt trục vis với nhựa (chất bôi trơn ngoại), giữa bề mặt xi-lanh với nhựa (chất bôi trơn ngoại) và giữa các phân tử nhựa với nhau (chất bôi trơn nội). Nhờ quá trình bôi trơn của chất bôi trơn làm cho năng máy cao hơn, chất lượng sản phẩm tốt hơn. Tuy nhiên quá trình sử dụng chất bôi trơn phải thận trọng, phải chọn chất bôi trơn phù hợp, hàm lượng đủ dùng mới cho sản phẩm đạt chất lượng cao.
3. Chất trợ gia công làm cho quá trình chảy nhiệt của nhựa PVC trong máy xảy ra nhanh hơn, hỗn hợp nhựa chảy tốt hơn nên chất lượng sản phẩm tăng lên rõ rệt.
4. Khác với các loại nhựa thông thường, uPVC là một Polyvinyl Chlorua chưa được nhựa hoá gồm các thành phần: 
+ Polymers Arylic → tạo sự bền chắc, chiu va đập mạnh.
+ Nhóm chất ổn định → giúp nhựa chịu được tác động của nhiệt và tia cực tím.
+ Chất sáp → dùng trong quá trình tạo hình, cho thanh Profile có bề mặt nhẵn bóng.
Thanh Profile gồm bột nhựa PVC cùng các chất phụ gia được đưa vào máy trộn để tạo hỗn hợp PVC. Sau đó, hỗn hợp được đưa vào hệ thống máy đùn. Tại đây máy sẽ gia nhiệt và định hình tạo khuôn dạng các thanh Profile. Trước đó, theo các thông số của thanh Profile được nhập vào hệ thống máy tính. Hệ thống sẽ tự động tính toán khối lượng nguyên liệu cùng lượng bột màu cần thiết trong nguyên liệu để tạo thanh profile theo yêu cầu chuẩn.
Thanh Profile có cấu trúc dạng hộp, được chia thành nhiều khoang trống có chức năng cách âm, cách nhiệt, được lắp lõi thép gia cường để tăng khả năng chiu lực cho kết cấu cửa. Khoan trống đáp ứng tính kinh tế, giảm thiểu trọng lượng đến mức đa và đảm bảo sự bền vững trên mức an toàn.
Nhựa uPVC (Unplasticized PVC) là loại nhựa chịu nhiệt cao, có khả năng chống cháy tới 1000 ℃. Thời gian chịu đựng được nhiệt nóng chảy chỉ trong vòng 30 phút. Thanh nhựa uPVC chỉ nóng chảy ra chứ không bắt cháy. Ngoài ra, uPVC là loại thanh nhựa có các tính năng khác như: Không bị oxy hóa, không bị co ngót, không bị biến dạng theo thời gian. Loại thanh nhựa uPVC cao cấp sẽ được phủ 1 lớp hóa chất chống trầy xước và tạo ra độ bóng trên bề mặt thanh nhựa uPVC này.
Các ứng dụng của thanh nhựa chịu nhiệt uPVC là dùng làm ra các dòng sản phẩm cửa nhựa lõi thép cao cấp. Dòng sản phẩm uPVC gồm có cửa sổ, cửa đi, vách ngăn PVC, hàng rào nhựa bao quanh biệt thự hoặc nhà phố.